# Regős Áron
Regős Áron (Eger, 1975. április 6. –) junior világ- és Európa-bajnok, 20-szoros magyar válogatott vízilabdázó, az FTC utánpótlásedzője.
Egerben kezdett vízilabdázni, ahol 1987-ig szerepelt. A következő szezonban a Tungsram SC-ben játszott. 1988-tól a Bp. Spartacus csapatát erősítette.
A Bp. Spartacusban mutatkozott be a felnőtt bajnokságban. 1991-ben az FTC-hez igazolt. 1992-ben junior Európa-bajnok lett, egyúttal a torna legjobb játékosának választották. 1993 nyarán térdszalagszakadást szenvedett, ezért kimaradt a junior vb-n szereplő válogatottból. 1994-ben ismét junior Európa-bajnok lett. Ezt követően a Tungsram játékosa lett. 1995-ben junior világbajnokságot nyert. Az 1995-1996-os szezonban a Kordax SC-ben szerepelt, amely tönkre ment, így a következő bajnokságtól ismét új csapatban a Vasasban játszott. 1997-ben magyar kupát nyert. 1998 nyarán bemutatkozott a felnőtt válogatottban. 2000-től Olaszországban (Canottieri Napoli, Ortigia, Nervi, Chiavari) szerepelt. 2005 nyarán az UTE játékosa lett. 2006-ban ismét a Chiavari játékosa lett. 2007-ben a Ferencvároshoz igazolt.

2019-ben kinevezték a 2005-ös korosztály szövetségi edzőjének.